# Ordre de bataille lors de la bataille d'Antietam
Ce qui suit est l'ordre de bataille des forces militaires en présence lors de la bataille d'Antietam, qui eut lieu le 17 septembre 1862 lors de la guerre civile américaine, appelée également guerre de Sécession.

## Grades
- Général = général d'armée,
- Lieutenant général = général de corps d'armée,
- Major général = général de division,
- Brigadier général = général de brigade

### Autre
- (b) = blessé
- mb = mortellement blessé
- † = tué

## Forces de l'Union
Armée du Potomac forte de 87 000 hommes, commandée par le major général George McClellan
- I corps : major général Joseph Hooker, puis brigadier général George Gordon Meade.
  - 1 division : brigadier général Rufus King, puis brigadier général John Porter Hatch, puis brigadier général Abner Doubleday.
    - 1 brigade : colonel Walter Phelps Jr.
    - 2 brigade : brigadier général Abner Doubleday, puis colonel William Pratt Wainwright, puis lieutenant colonel John William Hofmann.
    - 3 brigade : brigadier général Marsena Rudolph Patrick.
    - 4 brigade : brigadier général John Gibbon.

  - 2 division : brigadier general James Brewerton Ricketts.
    - 1 brigade : brigadier général Abram Duryée.
    - 2 brigade : colonel W. A. Christian, puis colonel Peter Lyle.
    - 3 brigade : brigadier général George Lucas Hartsuff, puis colonel Richard Coulter.

  - 3 division : brigadier général George Gordon Meade, puis brigadier général Truman Seymour.
    - 1 brigade : brigadier général Truman Seymour, puis colonel R. B. Roberts.
    - 2 brigade : colonel A. C. Magilton.
    - 3 brigade : colonel Thomas Foster Gallagher  (b), lieutenant colonel Robert Anderson.
- II corps : major général Edwin Vose Sumner.
  - 1 division : major général Israël Bush Richardson †, puis brigadier général John Curtis Caldwell, puis brigadier général Winfield Scott Hancock. 
    - 1 brigade : brigadier général John Curtis Caldwell.
    - 2 brigade : brigadier général Thomas Francis Meagher, puis colonel Joseph Walter Burke.
    - 3 brigade : colonel John Rutter Brooke.

  - 2 division : major général John Sedgwick, puis brigadier général Oliver Otis Howard.
    - 1 brigade : brigadier général Willis Arnold Gorman.
    - 2 brigade : brigadier général Oliver Otis Howard, puis colonel Joshua Thomas Owen, puis colonel De Witt Clinton Baxter.
    - 3 brigade : brigadier général Napoleon Jackson Tecumseh Dana, puis colonel N. J. Hall.

  - 3 division : brigadier général William Henry French.
    - 1 brigade : brigadier général Nathan Kimball.
    - 2 brigade : colonel D. Morris.
    - 3 brigade : brigadier général Max Weber, puis colonel J. W. Andrews.
- IV corps.
  - 1 division : major général Darius Nash Couch.
    - 1 brigade : brigadier général Charles Devens.
    - 2 brigade : brigadier général Albion Paris Howe.
    - 3 brigade : brigadier général John Cochrane (en).
- V corps : major général Fitz John Porter.
  - 1 division : major général George Webb Morell.
    - 1 brigade : colonel James Barnes. (Ne prend pas part au combat)
    - 2 brigade : brigadier général Charles Griffin.
    - 3 brigade : colonel T. B. W. Stockton.

  - 2 division : brigadier général George Sykes.
    - 1 brigade : lieutenant colonel Robert Christie Buchanan.
    - 2 brigade : major Charles Swain Lovell.
    - 3 brigade : colonel Gouverneur Kemble Warren.

  - 3 division : brigadier général Andrew Atkinson Humphreys.
    - 1 brigade : brigadier général Erastus Bernard Tyler.
    - 2 brigade : colonel P. H. Allabach.
- VI corps : major général William Buel Franklin.
  - 1 division : major général Henry Warner Slocum.
    - 1 brigade : colonel Alfred Thomas Archimedes Torbert.
    - 2 brigade : colonel J. J. Bartlett.
    - 3 brigade: brigadier général John Newton.

  - 2 division : major général William Farrar Smith.
    - 1 brigade : brigadier général Winfield Scott Hancock, colonel Amasa Cobb.
    - 2 brigade : brigadier général William Thomas Harbaugh Brooks.
    - 3 brigade : colonel William Howard Irwin.
- IX corps : major général Ambrose Everett Burnside, puis major général Jesse Lee Reno †, puis brigadier général Jacob Dolson Cox.
  - 1 division : brigadier général Orlando Bolivar Willcox.
    - 1 brigade : colonel Benjamin C. Christ.
    - 2 brigade : colonel Thomas Welsh.

  - 2 division : brigadier général Samuel Davis Sturgis.
    - 1 brigade : brigadier général James B. Nagle.
    - 2 brigade : brigadier général Edward Ferrero.

  - 3 division : brigadier général Isaac Peace Rodman (†).
    - 1 brigade : colonel Harrison Stiles Fairchild
    - 2 brigade : colonel Edward Harland.

  - Division de la Kanawha : brigadier général Jacob Dolson Cox, puis colonel Eliakim Parker Scammon
    - 1 brigade : colonel Eliakim Parker Scammon, colonel H. Ewing.
    - 2 brigade : colonel August Moor (capturé), colonel George Crook.
- XII corps : major général Joseph King Fenno Mansfield (†), brigadier général Alpheus Starkey Williams.
  - 1 division : brigadier général Alpheus Starkey Williams, puis brigadier général Samuel Wylie Crawford, puis brigadier général George Henry Gordon.
    - 1 brigade : brigadier général Samuel Wylie Crawford, puis colonel Joseph Farmer Knipe.
    - 3 brigade : brigadier général George Henry Gordon, puis colonel Thomas Howard Ruger.

  - 2 division : brigadier général George Sears Greene.
    - 1 brigade : lieutenant colonel George Hector Tyndale, puis major O. J. Crane, puis capitaine F. A. Seymour.
    - 2 brigade : colonel H. S. Stainrook.
    - 3 brigade : colonel W. B. Goodrich (†), lieutenant colonel J. Austin.

  - Division de cavalerie : brigadier général Alfred Pleasonton.
    - 1 brigade de cavalerie : major C. J. Whiting.
    - 2 brigade de cavalerie : colonel John Franklin Farnsworth.
    - 3 brigade de cavalerie : colonel R. H. Rush.
    - 4 brigade de cavalerie : colonel A. T. Mac Reynolds.
    - 5 brigade de cavalerie : colonel William Woods Averell.

## Forces de la Confédération
Armée de Virginie du Nord forte de 45 000 hommes, commandée par le général Robert Edward Lee
- Corps du major général James Longstreet.
  - Division du major général Lafayette McLaws. 
    - Brigade du brigadier général Joseph Brevard Kershaw.
    - Brigade du brigadier général Thomas Reade Rootes Cobb, puis lieutenant colonel C. C. Sanders, puis lieutenant colonel W. Mac Rae.
    - Brigade du brigadier général Paul Jones Semmes.
    - Brigade du brigadier général William Barksdale.

  - Division du major général Richard Heron Anderson, puis brigadier général Roger Atkinson Pryor.
    - Brigade du brigadier général Cadmus Marcellus Wilcox : colonel Alfred Cumming, major H. A. Herbert.
    - Brigade du brigadier général William Mahone : colonel W. A. Parham.
    - Brigade du brigadier général Winfield Scott Featherston : colonel Carnot Posey.
    - Brigade du brigadier général Lewis Addison Armistead, puis colonel J. G. Hodges.
    - Brigade du brigadier général Roger Atkinson Pryor.
    - Brigade du brigadier général Ambrose Ransom Wright, puis colonel R. Jones, puis colonel W. Gibson.

  - Division du brigadier général David Rumph Jones.
    - Brigade du brigadier général Robert Augustus Toombs, puis colonel Henry Lewis Benning.
    - Brigade du brigadier général Thomas Fenwick Drayton.
    - Brigade du brigadier général George Edward Pickett : brigadier général Richard Brooke Garnett.
    - Brigade du brigadier général James Lawson Kemper.
    - Brigade du brigadier général Micah Jenkins : colonel J. Walker.
    - Brigade du colonel George Thomas Anderson.

  - Division du brigadier général Joseph George Walker.
    - Brigade du brigadier général Joseph George Walker : colonel Van H. Manning, puis colonel E. D. Hall.
    - Brigade du brigadier général Robert Ransom Jr..

  - Division du brigadier général John Bell Hood.
    - Brigade du brigadier général John Bell Hood : colonel William Tatum Wofford.
    - Brigade du colonel Evander Mac Ivor Law.
    - Brigade du brigadier général Nathan George Evans, puis colonel P. F. Stevens.
- Corps du major général Stonewall Jackson.
  - Division du major général Richard Stoddert Ewell : brigadier général Alexander Robert Lawton, puis brigadier général Jubal Anderson Early.
    - Brigade du brigadier général Alexander Robert Lawton : colonel M. Douglass (†), puis major J. H. Lowe, puis  colonel J. H. Lamar.
    - Brigade du brigadier général Jubal Anderson Early, puis colonel William Smith.
    - Brigade du brigadier général Isaac Ridgeway Trimble : colonel James Alexander Walker.
    - Brigade du brigadier général Harry Thompson Hays.

  - Division légère : major général Ambrose Powell Hill.
    - Brigade du colonel James Henry Lane.
    - Brigade du brigadier général Maxcy Gregg.
    - Brigade du brigadier général Charles William Field : colonel J. M. Brockenbrough.
    - Brigade du brigadier général James Jay Archer, puis colonel P. Turney.
    - Brigade du brigadier général William Dorsey Pender.
    - Brigade du colonel Edward Lloyd Thomas.

  - Division du major général Thomas Jonathan Jackson : brigadier général John Robert Jones, puis brigadier général William Edwin Starke (†), puis colonel A. G. Grisby.
    - Brigade du brigadier général Charles Sidney Winder : colonel A. J. Grisby, lieutenant colonel R. D. Gardner, major H. J. Williams.
    - Brigade de Taliaferro : colonel E. T. H. Warren, puis colonel J. W. Jackson, puis colonel J. L. Sheffield.
    - Brigade du brigadier général John Robert Jones : colonel B. T. Johnson, puis capitaine J. E. Penn, puis capitaine A. C. Page, puis capitaine R. W. Whiters.
    - Brigade du brigadier général William Edwin Starke, puis colonel Leroy Augustus Stafford, puis colonel E. Pendleton.

  - Division du major général Daniel Harvey Hill.
    - Brigade du brigadier général Roswell Sabine Ripley.
    - Brigade du brigadier général Robert Emmett Rodes.
    - Brigade du brigadier général Samuel Garland Jr. (†), puis colonel D. K. Mac Rae.
    - Brigade du brigadier général George Burgwyn Anderson (†), puis colonel R. T. Bennett.
    - Brigade du colonel Alfred Holt Colquitt.
    - Artillerie de réserve : brigadier général William Nelson Pendleton.

  - Division de cavalerie du major général James Ewell Brown Stuart.
    - Brigade de cavalerie du brigadier général Wade Hampton.
    - Brigade de cavalerie du brigadier général Fitzhugh Lee.
    - Brigade de cavalerie du brigadier général Beverly Holcombe Robertson : colonel Thomas Thomas Munford.